# Staatsstreich in Uruguay 1973
Der Staatsstreich vom 27. Juni 1973 war ein Staatsstreich in Uruguay und markierte den Beginn der zivil-militärischen Diktatur.
Seit Ende der 1960er herrschte in Uruguay mehr und mehr Autoritarismus, jedoch im Rahmen der Verfassung. Der Präsident Juan María Bordaberry war seit dem 1. März 1972 im Amt. Inzwischen wurde die Guerilla der Tupamaros vom Militär überwältigt. Dadurch wurde das Militär sehr mächtig, sodass das politische System die Soldaten nicht zurück in die Kasernen bringen konnte. Im Februar 1973 erhoben sich Armee und Luftwaffe gegen Verteidigungsminister Antonio Francese, sodass die politische Krise ihren Anfang nahm. Am 27. Juni 1973 wurde das Parlament aufgelöst.

## Vorgeschichte

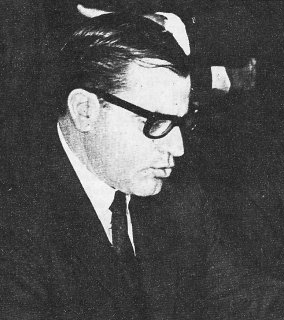
Bordaberry löste das Parlament 1973 auf und führte eine zivil-militärische Diktatur ein.

Am 9. September 1971 wies Präsident Jorge Pacheco Areco die Streitkräfte an, Anti-Guerilla-Operationen gegen die Movimiento de Liberación Nacional-Tupamaros durchzuführen. Am 16. Dezember wurde eine Junta der Oberbefehlshaber und des Estado-Bürgermeisters Conjunto (Esmaco) (Gemeinsame Führer) der Streitkräfte gegründet. Nach den Präsidentschaftswahlen im November 1971 trat am 1. März 1972 eine neue Regierung unter der Führung von Juan María Bordaberry zusammen. Die Rolle der Streitkräfte im politischen Leben nahm weiter zu. Am 31. Oktober 1972 musste Verteidigungsminister Augusto Legnani zurücktreten. Hintergrund für den Rücktritt war, dass er für eine Mission von großer Bedeutung für das Ministerium zuständigen Chef nicht entlassen hatte. Anschließend gaben Militärkommandanten öffentliche Erklärungen ab, in denen sie den Präsidenten der Republik anklagten.
Am 8. Februar 1973 ersetzte Präsident Bordaberry den Minister für nationale Verteidigung Armando Malet durch den pensionierten General Antonio Francese. So wollte er den steigenden militärischen Druck kontrollieren. Am folgenden Tag traf sich der neue Minister mit den Kommandanten der drei Streitkräfte und fand nur Unterstützung in der Marine.
Um selben Abend um acht Uhr kündigten die Kommandeure der Armee und die Luftstreitkräfte im Staatsfernsehen an, dass sie jeden Befehl von Francese ablehnen und verlangten, dass Bordaberry ihn entließ. Um 22:30 Uhr kündigte Bordaberry im (privaten) Kanal 4 an, dass er Francese im Ministerium behält und forderte die Bürger auf, sich auf dem Plaza Independencia, vor dem Regierungshaus (Casa de Gobierno) zu versammeln.
In den frühen Morgenstunden des 9. Februar verbarrikadierten uruguayische Marines den Eingang zum Ciudad Vieja von Montevideo. Als Reaktion darauf zog die Armee M113 gepanzerte Personentransporter und M24 Chaffee leichte Panzer auf die Straße und besetzten verschiedene Radiosender, von denen aus sie die Mitglieder der Marine ermahnten, sich ihren Initiativen (oder Vorschlägen) anzuschließen.
Das Dekret (Comunicado) Nr. 4 wurde erlassen und nur von den Kommandanten der Armee und der Luftwaffe unterzeichnet. In diesem schlugen sie sozioökonomische Ziele vor, wie die Erhöhung von Exporten voranzutreiben oder zu fördern, Umstrukturierung des Auslandsdienstes (Thema des Außenministeriums), Beseitigung der Auslandsverschuldung, Beseitigung der Arbeitslosigkeit, Bekämpfung von Wirtschaftskriminalität und Korruption, Umstrukturierung der öffentlichen Verwaltung und des Steuersystems, und das Land neu verteilen.
Am Samstag, den 10. Februar, suchten drei Minister eine Annäherung an die Positionen der Rebellenkommandanten, damit der Präsident seine Position behalten konnte. Nachts erließen die Kommandeure der Armee und der Luftwaffe ein neues Dekret Nr. 7, mit dem die vorherige Erklärung geändert wurde. Mehrere Offiziere der Marine ignorierten das Kommando des Vizeadmirals Juan José Zorrilla und unterstützte die Aussagen der Armee und der Luftwaffe. Am nächsten Tag, dem 11. Februar, trat Zorrilla aus dem Marinekommando aus, während Kapitän Conrad Olazaba diese Position übernahm, so dass diese Truppe auch ihre verfassungsmäßige Position aufgab.
Am Montag, den 12. Februar, ging Bordaberry zur Basis "Cap. Juan Manuel Boiso Lanza" und akzeptierte alle Forderungen der Militärkommandanten und verhandelte seine Fortsetzung in der Präsidentschaft, in dem, was bekannt wurde als Pacto de Boiso Lanza. Dieses "Abkommen" übertrug den Streitkräften den Auftrag, Sicherheit für die nationale Entwicklung zu gewährleisten, und etablierte Formen der militärischen Beteiligung an politisch-administrativen Angelegenheiten. Dies führte zur Schaffung des Nationalen Sicherheitsrates (Consejo de Seguridad Nacional) (COSENA), ein Beratungsgremium für die Exekutivgewalt, das später durch das Dekret Nr. 163 vom 23. Februar 1973 eingerichtet wurde.
Am Tag nach der Vereinbarung, wurden Néstor Bolentini zum Innenminister und Walter Ravenna als Minister für nationale Verteidigung ernannt. Dies vervollständigte den Abstieg in eine zivil-militärische Regierung, die offiziell von Zivilisten regiert wurde, aber tatsächlich war das Machtzentrum in die Umlaufbahn des Militärs gezogen. Es wird davon ausgegangen, dass diese Episode tatsächlich einen Coup darstellte.